# Soledad Cabezón Ruiz

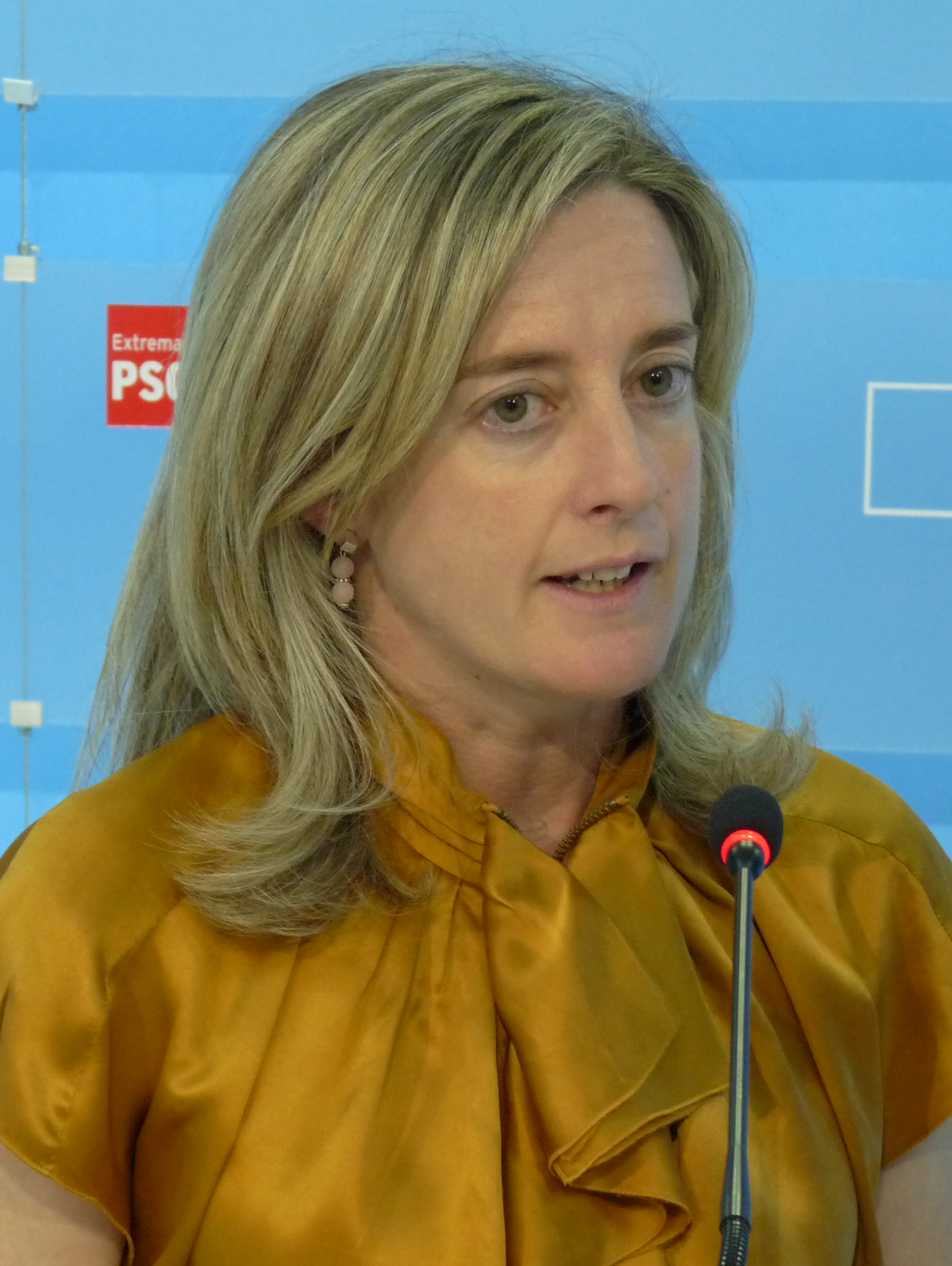
Soledad Cabezón Ruiz

Soledad Cabezón Ruiz (* 1. September 1973 in Albaida del Aljarafe) ist eine spanische Politikerin der Partido Socialista Obrero Español und Ärztin.

## Leben
Cabezón Ruiz studierte Medizin. Sie war jahrelang als Kardiologin am Hospital Universitario Virgen del Rocío in Sevilla tätig. Von 2003 bis 2011 war sie Bürgermeisterin von Albaida del Aljarafe. Von 2008 bis 2012 war sie Abgeordnete im Congreso de los Diputados. Seit 2014 ist sie Abgeordnete im Europäischen Parlament. Dort ist sie Mitglied im Ausschuss für Industrie, Forschung und Energie und im Petitionsausschuss sowie in der Delegation im Gemischten Parlamentarischen Ausschuss EU-Chile. Cabezón Ruiz ist verheiratet und hat zwei Kinder.